# Stereotype
Stereotype — первый мини-альбом южнокорейской гёрл-группы StayC. Выпущен лейблом High Up Entertainment 6 сентября 2021 года, через десять месяцев после дебюта группы.

## История
4 августа 2021 года High Up Entertainment объявили, что STAYC выпустит свой первый мини-альбом в начале сентября. 15 августа стало известно, что его название — Stereotype. Альбом и клип на его одноимённый заглавный трек были выпущены одновременно 6 сентября.

## Приём
| Оценки критиков | Оценки критиков                                                          |
| Источник        | Оценка                                                                   |
| --------------- | ------------------------------------------------------------------------ |
| NME             | 5 из 5 звёзд · 5 из 5 звёзд · 5 из 5 звёзд · 5 из 5 звёзд · 5 из 5 звёзд |

Рецензентка Кармен Чин из NME написала, что данный альбом сильно отличается от предыдущих, которые отличала резкость электропопа. Вместо этого на Stereotype слушателей завораживают «сладкие голоса девушек и нежные мелодии». Рецензент особо отметила композицию «I’m Be There», которая начинается как «простая поп-баллада», однако затем, в припеве появляются надрывные голоса и мощный вокал. По мнению Кармен, данный релиз укрепил статус группы как одной из лучших K-pop групп 4-го поколения.

## Композиции
Альбом содержит четыре песни. Заглавный трек передает мысль о том, что людей не следует судить по их внешности, а вместо этого ценить за «различные цвета и элементы, которые делают их такими, какие они есть», а трек «I'll Be There» говорит о «боли расставания». Отмечается, что «Slow Down» записан в стиле тропикал-хаус, а «Complex» описывается как песня, которая «сочетает заводной бит с захватывающей мелодией».

## Коммерческий успех
Альбом разошелся тиражом более 114 000 копий в течение одной недели после выхода, благодаря чему дебютировал под номером 2 в чарте альбомов Gaon.

## Список треков
Все треки были написаны Black Eyed Pilseung и Чон Гуном и аранжированы Rado.
| №                   | Название              | Длительность |
| ------------------- | --------------------- | ------------ |
| 1.                  | «Stereotype» (색안경) | 3:11         |
| 2.                  | «I'll Be There»       | 3:09         |
| 3.                  | «Slow Down»           | 3:10         |
| 4.                  | «Complex»             | 3:06         |
| Общая длительность: | Общая длительность:   | 12:56        |

## Чарты
| Чарты (2021)            | Высшая позиция |
| ----------------------- | -------------- |
| Япония (Oricon)         | 25             |
| Республика Корея (Gaon) | 2              |

## История релиза
| Регион           | Дата            | Формат                        | Лейбл                       |
| ---------------- | --------------- | ----------------------------- | --------------------------- |
| Мир              | 6 сентября 2021 | Цифровая дистрибуция стриминг | High Up Kakao Entertainment |
| Республика Корея | 6 сентября 2021 | CD                            | High Up Kakao Entertainment |